# Scarfilm
Scarfilm è una compagnia di produzione cinematografica. Fondata il 26 agosto 1976 da Gérald Frydman (1942-). Con sede a  Bruxelles, Belgio.

## Storia
Il regista Gérald Frydman crea la casa di produzione Scarfilm nel 1976 dopo aver realizzato alcuni film notevoli.
Il primo film prodotto, il corto animato "Agulana" riceve il premio della Giuria al festival di Cannes nel 1976.
Inoltre Scarfilm riceve altri premi nel mondo per i suoi film.
Nel 1984, "Le Cheval de Fer" è premiato con la Palma d'Oro del cortometraggio a Cannes.
Tra gli altri film, da segnalare anche la pubblicità "Les Petits Déjeuners du Cinema".

## Filmografia
- "Agulana" (1976)
- "L'immortel"(1981)
- "Last Cut"(1982)
- "That's all Folks"(1984)
- "Les Effaceurs"(1991)
- "J'ai eu dur"(1996)
- "Arthur Masson, l'homme qui écrivait des livres"(film documentario)(2001)
- "La Séquence Sylverstein"(2003)
- "Battle" (2008)
- "One Last Time" (2010)
- "Strangers" (2011)
- "Lipstick" (2012)
- "In Exequiel" (2013)
- "La Graine" (2015)